# Hashimoto Kingorō

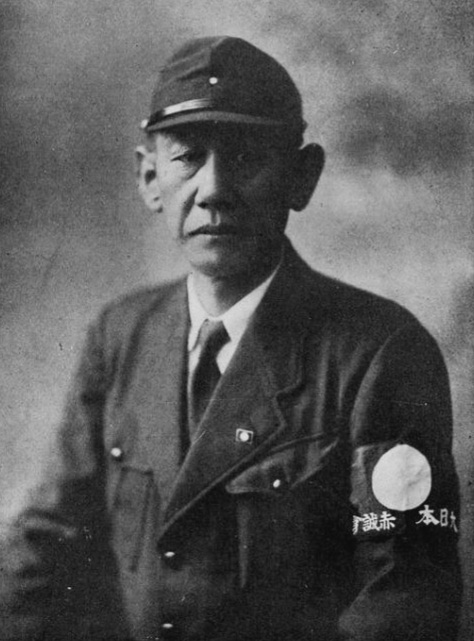
Hashimoto Kingorō

Hashimoto Kingorō (japanisch 橋本 欣五郎; geb. 19. Februar 1890 in Okayama; gest. 29. Juni 1957) war ein japanischer Armeeoffizier während der Taishō- und Shōwa-Zeit.

## Leben und Werk
Hashimoto Kingorō machte 1911 seinen Abschluss an der Offiziersakademie und 1920 seinen Abschluss am Heereshochschule. Er arbeitete im Generalstab, bis er 1934 zum Oberst befördert wurde und ein Regiment erhielt. 
Stark beeinflusst von Kita Ikki und Ōkawa Shūmei war er an der Bewegung junger Offiziere, die nationale Reformen wünschten, beteiligt. So war er bereits 1927 an der heimlich organisierten Kinkikai beteiligt. Als Befürworter einer militärisch fundierten Expansion organisierte er dann 1930 einen geheimen Zusammenschluss innerhalb der Armee, die „Sakurakai“ (桜会). Es wird allgemein angenommen, dass er und diese Organisation hinter den beiden Anschlägen im März und im Oktober 1931 steckten.
Nach dem Putschversuch vom 26. Februar 1936 wurde Hashimoto in den Reservestand versetzt. Im selben Jahr gründete er die faschistische „Dai Nippon Seinen-tō“ (大日本青年党), die „Jugendpartei Großjapans“, und war einflussreich in der Taisei Yokusankai. In dieser Zeit war er auch Reichstagsabgeordneter. – 1937 wurde er wieder in den aktiven Dienst berufen, aber auf Grund seiner Beteiligung am „Ladybird-Zwischenfall“ wieder in den Ruhestand versetzt.
Nach Ende des Pazifikkriegs wurde Hashimoto als Kriegsverbrecher der Klasse A zu lebenslanger Gefängnisstrafe verurteilt, aber 1955 aus der Haft entlassen.